# آرما 2
آرما 2 هي لعبة محاكاة عسكرية صدرت لنظام ويندوز، طورتها بوهيميا إنتراكتيف، وهي التتمة الرسمية لسلسلة نقطة وميض العملية، وتأتي اللعبة بعد الجزء الأول من آرما، ويأتي بعدها ارما 3. شهدت آرما 2 إصداراً محدوداً في أيار من عام 2009، وإصداراً واسعاً من حزيران حتى تموز. أُصدر في عام 2010 حزمة توسيع سُميت آرما 2: رأس سهم العملية. وفي تموز عام 2011 صدرت نسخة مجانية للعبة تقدم أسلوب اللعب المتعدد وأساليب لعب فردي محدودة.
بيعت 2.3 مليون نسخة من اللعبة منذ شباط 2015.

## روابط خارجية
- آرما 2 على موقع IMDb (الإنجليزية)